# Københavns Omegns Storkreds
Der Københavns Omegns Storkreds ist ein Mehrpersonenwahlkreis bei Folketingswahlen in Dänemark. Er besteht seit der Folketingswahl 2007, zählt zum Landesteil Hovedstaden und liegt im mittleren Teil der Region Hovedstaden. Vor 2007 gehörte das Gebiet zum Københavns Amt, dem auch kleinere Teile der benachbarten Wahlkreise angehörten.

## Opstillingskredse
Der Københavns Omegns Storkreds umfasst acht Opstillingskredse (Aufstellungskreise). In Klammern angegeben ist die Zahl der Wahlberechtigten bei der Wahl 2022:
- 13 – Gentofte (50.631)
- 14 – Lyngby (39.749)
- 15 – Gladsaxe (45.846)
- 16 – Rødovre (48.504)
- 17 – Hvidovre (36.088)
- 18 – Brøndby (47.721)
- 19 – Taastrup (51.749)
- 20 – Ballerup (50.797)

## Wahlergebnisse

### Stimmenanteile
Die Socialdemokraterne konnten den Wahlkreis bisher immer deutlich gewinnen. Den Moderaterne gelang es 2022 knapp, in diesem Wahlkreis vor der Venstre auf dem zweiten Platz zu liegen.
| Wahl | Wahl  | Wahl- berechtigte | Wahl- beteiligung | A    | B    | C    | D   | E   | F    | I 1 | K   | M    | O    | P   | Q   | V    | Æ   | Ø   | Å   | Sonst. |
| ---- | ----- | ----------------- | ----------------- | ---- | ---- | ---- | --- | --- | ---- | --- | --- | ---- | ---- | --- | --- | ---- | --- | --- | --- | ------ |
| 2007 | [ 2 ] | 358.146           | 87,3              | 27,6 | 5,5  | 13,2 | —   | —   | 13,3 | 3,3 | 0,5 | —    | 14,6 | —   | —   | 19,5 | —   | 2,5 | —   | —      |
| 2011 | [ 3 ] | 363.143           | 88,1              | 25,7 | 10,7 | 6,9  | —   | —   | 8,8  | 5,3 | 0,3 | —    | 12,8 | —   | —   | 22,1 | —   | 7,3 | —   | 0,1    |
| 2015 | [ 4 ] | 368.506           | 85,3              | 29,1 | 5,4  | 4,5  | —   | —   | 4,7  | 8,4 | 0,4 | —    | 20,1 | —   | —   | 14,8 | —   | 8,2 | 4,4 | 0,0    |
| 2019 | [ 5 ] | 370.371           | 84,5              | 25,8 | 10,9 | 9,4  | 2,3 | 0,8 | 9,4  | 2,6 | 0,9 | —    | 8,2  | 1,9 | —   | 17,2 | —   | 7,2 | 3,1 | 0,3    |
| 2022 | [ 1 ] | 371.085           | 82,5              | 27,6 | 5,1  | 7,2  | 2,9 | —   | 9,5  | 8,0 | 0,4 | 10,8 | 3,7  | —   | 2,3 | 10,2 | 3,8 | 5,4 | 3,0 | 0,1    |

### Mandate
Der Københavns Omegns Storkreds konnte mit Ausnahme der Wahl 2011 bisher stets 11 Wahlkreismandate vergeben. In Klammern angegeben ist zudem die Zahl der Ausgleichsmandate, die zusätzlich an Kandidaten aus dem Wahlkreis fielen. 
| Wahl | Gesamt | A   | B     | C     | F     | I 1   | M   | O     | V     | Æ     | Ø     | Å     |
| ---- | ------ | --- | ----- | ----- | ----- | ----- | --- | ----- | ----- | ----- | ----- | ----- |
| 2007 | 11 (4) | 4 — | 0 (1) | 1 (1) | 2 —   | 0 —   | —   | 2 —   | 2 (1) | —     | 0 (1) | —     |
| 2011 | 12 (3) | 4 — | 1 (1) | 1 —   | 1 —   | 0 (1) | —   | 1 (1) | 3 —   | —     | 1 —   | —     |
| 2015 | 11 (4) | 4 — | 0 (1) | 0 (1) | 0 (1) | 1 —   | —   | 3 —   | 2 —   | —     | 1 —   | 0 (1) |
| 2019 | 11 (3) | 4 — | 1 (1) | 1 —   | 1 —   | 0 —   | —   | 1 —   | 2 (1) | —     | 1 —   | 0 (1) |
| 2022 | 11 (4) | 5 — | 0 (1) | 1 —   | 1 —   | 1 —   | 2 — | 0 (1) | 1 —   | 0 (1) | 0 (1) | 0 —   |